# Issa Gadala
Issa Johnny Jadalla-Maria Miguel (conocido artísticamente como Issa Gadala) es un cantante y autor que nació el 15 de julio de 1981, en Santo Domingo, República Dominicana, hijo de Jhonny Jadalla-Maria y Marlene Miguel.

## Biografía
Issa estudio 5 años de música con el piano siguiendo por tambora, batería, bandoneón y sus clases de canto constante. A los 10 años de edad participó en comerciales de famosas marcas de su país como actor principal. Issa siempre se ha inclinado desde muy temprana edad en la música, con su sueño de ser un cantante profesional, sin embargo tuvo la visión también de lograr hacer una carrera con honores de Licenciatura de Mercadeo.
En el año 2001 formó parte de un dúo de balada pop con su hermano, llamado Issa y Jorge donde tuvo la oportunidad de poder compartir escenarios con artistas de la talla de David Bisbal, Diego Torres y Ricardo Arjona, entre otros y servirle como una fuerte escuela para su siguiente paso como solista.
Issa Gadala, desde finales del 2008 los temas titulados "Devuélveme","Busco enamorarme" y "Baila" de su propia autoría, fueron y continúan siendo las más pedidas de las emisoras, ahora también con el tema "El Perdedor" en versión balada pop, de la autoría de Anthony Romeo canción que está siendo pautada en las principales estaciones radiales de República Dominicana y Centro América.
Issa Gadala ganó estatuilla de plata como Revelación Del Año 2009 en los Premios Casandra. Su primera producción "10 Segundos" contó con los arreglos del músico radicado en Miami, Frank Santofimio, en el que participaron músicos como Dan Warner, en la guitarra; Lee Levin, en la batería, y Boris Milan, en la mezcla de sonidos. También durante este mismo año recibió un Latin Pride National Awards en Boston como Mejor Artista pop del Año y el Premios Estrella como Best Latin Pop Artist 2009.
El maestro Manuel Tejada de República Dominicana participó en 6 arreglos de los 12 temas de la producción. "Devuélveme" tiene su video musical, el cual está distribuido en diferentes programas de televisión. Fue realizado en Miami por el director Daniel Durán, video que tiene de protagonista a la actriz Jullye Giliberti, de la telenovela "Dame chocolate".
El director de este video ha trabajado para Ricky Martin, Alejandro Fernández, Franco de Vita, Chayanne y Gilberto Santa Rosa, lo que le llena de orgullo, contar con un equipo de talentos en este su primer disco.

## "10 Segundos"
El lanzamiento de esta producción se realizó el 12 de julio de 2008, en el Hard Rock Café de Santo Domingo, y el 11 de junio de 2009, para los Estados Unidos, ya con el sello de la productora Premium Latin Music - Sony BMG. La producción "10 Segundos" está compuesta por los siguientes temas:
1. "Devuelveme".
2. "Busco Enamorarme".
3. "Porque eras tú".
4. "Baila".
5. "Quien como yo".
6. "Quisiera Tenerte".
7. "Dame una luz".
8. "10 Segundos".
9. "Capítulo Cerrado".
10. "Eres tu mi amor" junto a Jorge Gadala.
11. "Devuelveme" Version acústica.
12. "Busco Enamorarme" House Version.

También existe una versión especial de este disco que contiene los temas:
1. "El Perdedor".
2. "Devuelveme" version ElectroHouse.
3. "Devuelveme" version Bachata

## Gira Promoción USA
Durante el verano 2009, Issa Gadala realizó una gira promocional por los Estados Unidos. Durante esta gira se presentó en diferentes partes del país anglosajón, incluyendo las ciudades de New York y Miami, donde participó en los homenajes al príncipe de la canción José José, en los cuales compartió escenarios con artistas de la talla de Christian Castro, y en programas de Telemundo, Galavisión y Univisión como Acceso máximo, Desayuno Alegre, Esta Noche Tu night, Despierta América, Primer Impacto, Escándalo TV, entre otros.

## El perdedor
En el mes de septiembre de 2009, empieza a sonar en las emisoras dominicanas el tema "El Perdedor" adaptación en balada pop del tema original de Aventura. Este tema también tiene su videoclip, el cual fue realizado en el Desierto de Mojave, en Los Angeles, California, bajo la producción del director venezolano Pablo Croce. Este videoclip contó con la participación de la actriz Valorie Darling quien fuese doble de Britney Spears en muchos de sus videos. El videoclip fue lanzado durante una rueda de prensa en uno de los salones del Hotel Jaragua en Santo Domingo el 26 de octubre del mismo año, al mismo tiempo que se anuncia el gran concierto que ofrecería Issa Gadala el 19 de noviembre de 2009, concierto con el cual obtiene una nominación para los Premios Casandra 2010 en el renglón de Concierto del Año, compitiendo con Juan Luis Guerra.

## Cierre de la gira "10 Segundos" en el Teatro La Fiesta del Hotel Jaragua
A las 10 en punto con todas las fanes aclamando el nombre de Issa, comenzó el concierto. La canción Dame una luz fue la escogida por el artista para iniciar el concierto.
Fueron muchas las sorpresas de este evento, incluyendo la participación de Rafely Rosario, quien junto con Issa interpretaron el tema La camisa negra de Juanes, demostrando así que no existen diferencias entre ambos. Otra de las sorpresas de la noche fue la participación del maestro Rafael Solano en el piano, al momento de interpretar el tema Por Amor; y la entrada de Issa en motocicleta al momento de interpretar su último sencillo El Perdedor, también estuvo la participación de su hermano Jorge Gadala, quien interpretó junto a él, de manera espontánea, el tema Eres tu mi amor.
Luego de tantas sorpresas para finalizar el concierto Issa deleito a todas sus fanáticas en el piano con el tema cuyo título es el mismo de la gira, 10 Segundos.

## Galardones
- 2009 - Premios Casandra, Revelación del Año.
- 2009 - Latin Pride Awards, Nuevo Artista Pop Latino en Estados Unidos.
- 2009 - Premios Estrella Artista del Año.
- 2010 - Premios Casandra, Cantante Solista Masculino del Año.